# Турско-курдски сукоб
Турско-курдски сукоб је етнички сукоб између Турака и Курда који траје од завршетка Првог светског рата. Курди се боре за отцепљење од Турске и стварање своје државе Курдистан. Од почетка оружаних сукоба између Турске и Радничке партије Курдистана 1984. погинуло је преко 45.000 људи.

## Позадина
Као последица Првог светског рата, силе Антанте су распарчале Османско царство. Према миру из Севра требало је да се успостави независни Курдистан, али овај споразум никада није ратификован и поништен је Миром из Лозане 1923. Током тих година је избило неколико побуна са циљем остваривања курдске независности, као што су Кочкирска побуна 1920, побуна шеика Саида 1925, побуна шеика Абурахмана 1927, оснивање Републике Арарат (1927—1930) и Дерсимска побуна 1937.
Курдски национализам је почео да оживљава 1970-их у време када је Турска била растрзана левичарско-десничарским сукобима и основана је марксистичка Радничка партија Курдистана под вођством Абдулаха Оџелана која је тражила курдску државу. Употреба курдског језика је била забрањена за време председника Кенана Еврена.

## Хронологија

### 1984-2003
Оружани сукоби између Турске и Радничке партије Курдистана су избили 1984, а до 2007. погинуло је око 30.000 људи.
Као последица неуспешног устанка у Ираку из 1991. против Садама Хусеина, Уједињене нације су успоставиле зоне забране лета у курдским подручјима у Ираку, што је тим подручјима дало де факто независност. Радничка партија Курдистана је ускоро нашла безбедно уточиште из ког је могла да покреће акције против Турске, а Турска је одговорила војним операцијама Челик (1995) и Чекић (1997) у покушају да уништи Радничку партију Курдистана.
Године 1999. турски агенти су ухватили Оџелана у Кенији и он је након суђења осуђен на смрт, али му је казна замењена доживотном робијом, пошто је смртна казна укинута у Турској 2002.
Након инвазије Ирака 2003. много је оружја бивше ирачке војске пало у руке курдске милиције Пешмерга. Пешмерга је де факто постала војска северног Ирака и велики део њеног оружја је прешло у руке других курдских група као што су Радничка партија Курдистана и Партија за слободни живот у Курдистану (изданак Радничке партије Курдистана у Ирану). Са приливом оружја напади Курда су се појачали.

### 2007-2008
У самоубилачком нападу у Анкари 22. маја 2007. је погинуло 8 особа, док је 10 повређено, а за напад је осумњичена Радничка партија Курдистана. Командант турских оружаних снага генерал Јашар Бујуканит је изјавио да се припрема план о прекограничној војној операцији у Ираку. Дана 4. јуна 2007. у самоубилачком нападу на положај турске војске у покрајини Тунчели погинуло је 8 војника, а рањено је 6.
Дана 7. јуна Турска је увела војне судове у области близу ирачке границе насељеним Курдима и забранила цивилне летове.
На дан 7. октобра 2007. у нападу Курда у покрајини Ширнак убијено је 13 војника, док је само један припадник РПК убијен. Турска војска је бомбардовала области у близини турско-ирачке границе, како би спречила побуњенике да дођу до својих база. Турска јавност је тражила од парламента да дозволи акцију војске у северном Ираку, док су амерички председник Џорџ В. Буш и ирачки председник Џалал Талабани захтевали да Турска не врши никакву акцију јер би то могло да дестабилизује регион. Турски парламент је 17. октобра дозволио премијеру Реџепу Ердогану да војска пређе ирачку границу како би нападала курдске побуњенике. Дана 21. октобра 2007. убијено је 12 турских војника, а рањено 16 у нападу РПК код града Јусекова у провинцији Хакари. Турска војска је 28. октобра убила 15 припадника РПК у провинцији Тунчели.
Турски авиони су 16. децембра бомбардовали север Ирака и том приликом је погинула једна особа. Око 300 турских војника је у ноћи између 17. и 18. децембра извело акцију против припадника РПК неколико километара унутар ирачке територије.
Турска је 21. фебруара 2008. послала своју војску у северни Ирак да се обрачунају са припадницима РПК, а операције су окончане 29. фебруара.

## Турске операције у северном Ираку
- Операција Северни Ирак
- Операција Челик
- Операција Чекић
- Операција Зора
- Операција Мученички нерви
- Турско-курдски рат (2015-данас)
- Трећа турска интервенција у Сирији